# Szczepankowo (województwo wielkopolskie)
Szczepankowo (Stephanshofen w okresie zaboru pruskiego) – wieś sołecka w Polsce położona w województwie wielkopolskim, w powiecie szamotulskim, w gminie Ostroróg około 3,5 km na wschód od Ostroroga oraz około 5 km na zachód od Szamotuł, przy trasie drogi wojewódzkiej nr 184 oraz nieczynnej linii kolejowej nr 368. W latach 1975–1998 miejscowość położona była w województwie poznańskim. W 1989 roku liczba ludności wynosiła 370, w 2009 roku 388 osób.

## Części wsi
| SIMC    | Nazwa  | Rodzaj    |
| ------- | ------ | --------- |
| 0592526 | Wygoda | część wsi |

## Historia
Najstarsza wzmianka o wsi pochodzi z 1397 r., kiedy to stanowiła własność Przezdrzewa Szczepanowskiego. W XVI wieku wieś należała do Bobrownickich, w XVIII do Kowalewskiego, w XIX do Święcickich. W kolejnych latach właścicielami Szczepankowa byli Loper, a później Tschuschka. W latach 1904–1908 wieś stanowiła własność Królewskiej Komisji Osadniczej Państwa Pruskiego. Po 1905 roku majątek rolny został rozparcelowany i osadzono na nim niemieckich kolonistów. Dwór, park i sad pozostał jako tzw. resztówka. W 1920 roku dwór przeszedł na własność Skarbu Państwa, a następnie został wykupiony przez osoby prywatne.
W Szczepankowie znaleziono naręcznik z brązu.

## Obiekty zabytkowe i historyczne

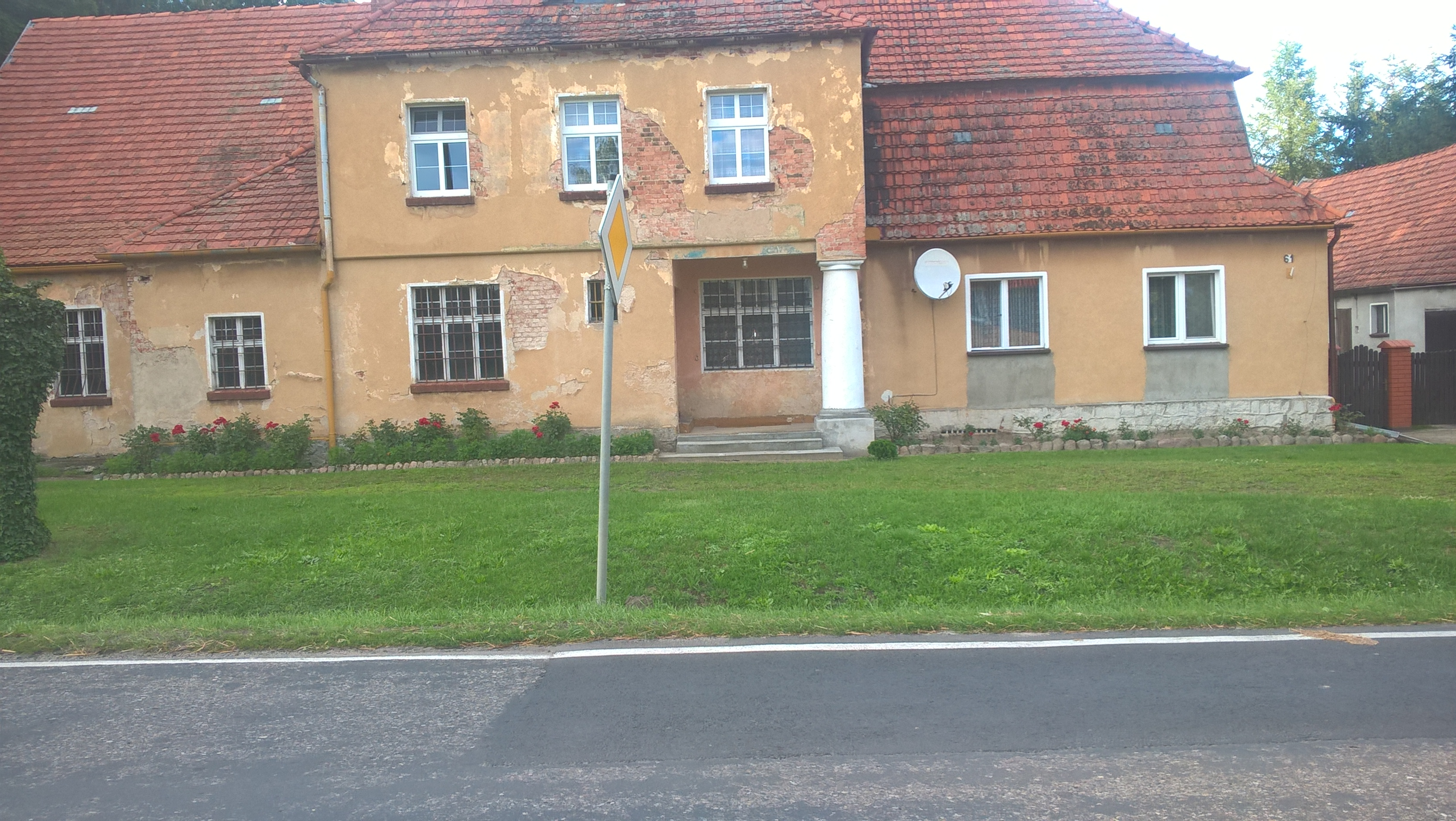
Szczepankowo, dom nr 61

Zespół dworski: dwór (nr rej.: 2237/A z 21.06.1992); park (nr rej.: 2250/A z 24.09.1992)
Dwór z pierwszej połowy XIX wieku, parterowy, pięcioosiowy, piętro w poddaszu z okrągłymi oknami. Przy drodze do dworu kilka starych kasztanowców. Dwór stanowi własność prywatną.
Park założony podobnie jak dwór w pierwszej połowie XIX wieku, o powierzchni ponad 7 hektarów. Dominujące gatunki drzew to lipy, jesiony, klony i akacje. Ponadto duże narośla chronionego bluszczu pospolitego. W parku pomnik przyrody – dwie sosny zwyczajne o obwodach 218 i 246 cm (Zarządzenie Nr 54/86 Wojewody Poznańskiego z dnia 31 grudnia 1986 r. w sprawie uznania drzew za pomniki przyrody). Ponadto kilka drzew o wymiarach pomnikowych – trzy lipy drobnolistne o obwodach 315, 339 i 430 cm oraz platan klonolistny – obwód 373 cm.
Dom nr 61 – pierwszy dom po lewej od strony Ostroroga, położony na południe od parku dworskiego. Zbudowany pod koniec XIX wieku, parterowy, z użytkowym poddaszem, dwupoziomowym ryzalitem, dach kryty dachówką, mansardowy.
Figura Królowej Korony Polski – Pomnik Wolności – zbudowana w centrum wsi na zakręcie drogi wojewódzkiej nr 184 figura Matki Boskiej z dzieciątkiem, zbudowana na granitowym cokole autorstwa Pogodzińskiego z Szamotuł poświęcona w 1926 roku. Inicjatorem budowy pomnika wolności był już od 1919 roku Antoni Króliczak.
Platan klonolistny – w centrum wsi obok strażnicy, obwód 478 cm.
Lipa drobnolistna – w centrum wsi przy drodze do parku, obwód 300 cm.
W lesie pozostałości niewielkiego cmentarza ewangelickiego.
Do szkoły katolickiej w Szczepankowie na przełomie lat 1866/1867 uczęszczały 163 dzieci, nauczycielem od 1862 był Bonawentura Wicherski.

## Czasy współczesne
We wsi znajduje się świetlica, centrum kształcenia, remiza OSP, jeden sklep spożywczy i przystanek komunikacji autobusowej. Działa Ochotnicza Straż Pożarna, koło gospodyń wiejskich, rada sołecka, kółko rolnicze, zespół muzyczny.